# Bath (falu, New York)
Bath település az Amerikai Egyesült Államok New York államában, Steuben megyében, melynek megyeszékhelye is. Lakosainak száma 5571 fő (2020. április 1.).

## Népesség
A település népességének változása:
| Lakosok száma | 5641 | 5786 | 5571 |
|               | 2000 | 2010 | 2020 |